# Обиточное (Бердянский район)
Обиточное (укр. Обіточне) — село в Черниговской поселковой общине Бердянского района (до 19.07.2020 — в Черниговском районе) Запорожской области, центр Обиточненского сельского совета).
Расположено на берегах реки Обиточная недалеко от её истока; ниже по течению на расстоянии в 1 км расположено село Сахно. На реке сделано несколько небольших запруд. Село находится в 25 км от центра территориальной общины Черниговки и в 18 км от железнодорожной станции Верхний Токмак.
Основано в 1822 году крестьянами-переселенцами из Саратовской губернии. В 1914 году в село переехали выходцы из Курской, Калужской и Владимирской губерний.
В селе действует фермерское хозяйство «Саенко», функционируют школа, детский сад, дом культуры, фельдшерско-акушерский пункт. В селе расположена братская могила 119 советских воинов. Известный уроженец — Герой Социалистического Труда Каленик Шумара (1903—1973).
Код КОАТУУ — 2325585001. Население по переписи 2001 года составляло 832 человека.